# Ануминас
Във фантастичния свят на британския писател Джон Роналд Руел Толкин Ануминас (Annúminas) е град в Средната земя. Името на града може да се преведе като Западна кула или Кула на залеза.
Градът е столица на Арнор и е разположен на брега на езерото Евендим, в северната част на Ериадор. Ануминас е основан от Елендил близо до мястото, от което от езерото извира река Барандуин. Градът съществува близо 1000 години като през ранните години на Арнор той е един от славните човешки градове на Средната земя. През времето, когато Ануминас е столица на Арнор, там се съхранява един от трите палантира на Северното кралство. Постепенно населението на града намалява, което принуждава краля на Арнор да се премести във Форност.
По време на Войната на пръстена в края на Третата епоха на Средната земя, Ануминас е в руини от повече от 2000 години. В бележките на Джон Толкин се намеква, че градът е възстановен и превърнат в столица на Обединеното кралство на хората в началото на Четвъртата епоха на Средната земя от крал Елесар (Арагорн).